# József Szabó (Schwimmer)

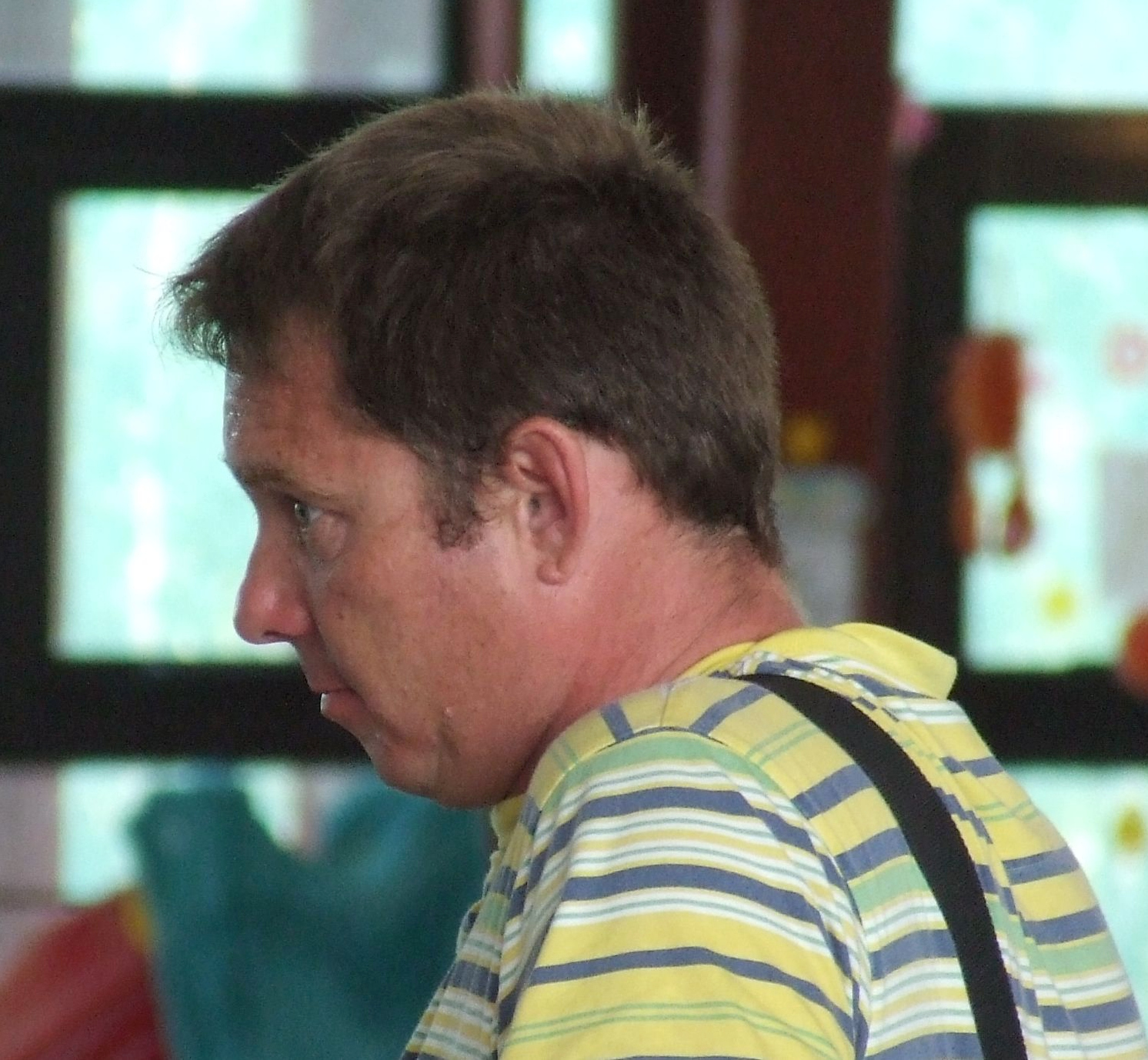
József Szabó (2008)

József Szabó [ˈjoːʒɛf ˈsɒboː] (* 10. März 1969 in Budapest) ist ein ehemaliger ungarischer Schwimmer. Er gehörte zu den besten Schwimmern über 200 Meter Brust Ende der 1980er Jahre. Sein größter Erfolg war der Olympiasieg bei den Olympischen Spielen 1988 in Seoul. Außerdem wurde er über diese Strecke Welt- und Europameister.

## Karriere
1984 siegte József Szabó bei den Junioreneuropameisterschaften über 400 Meter Lagen. Im Jahr darauf gewann er vier Titel: 200 Meter Brust, 200 Meter Schmetterling sowie über 200 und 400 Meter Lagen.
1986 trat der 1,86 Meter große Schwimmer von Honvéd Budapest bei den Weltmeisterschaften in Madrid in drei Disziplinen an. Über 200 Meter Lagen schied er im Vorlauf aus. Auf der langen Lagenstrecke belegte er mit 0,44 Sekunden Rückstand auf die Bronzemedaille den vierten Platz hinter seinem Landsmann Tamás Darnyi, Wadym Jaroschtschuk aus der Sowjetunion und dem Kanadier Alexander Baumann. Über 200 Meter Brust gewann er die Goldmedaille vor dem Kanadier Victor Davis und Steven Bentley aus den Vereinigten Staaten.
Im Jahr darauf bei den Europameisterschaften in Straßburg erreichte Szabó zunächst den zweiten Platz über 400 Meter Lagen hinter Tamás Darnyi. Über 200 Meter Brust siegte Szabó vor Sergei Sokolowski aus der Sowjetunion und dem Briten Adrian Moorhouse. Schließlich belegte Szabó den vierten Platz über 200 Meter Lagen hinter Tamás Darnyi, Wadym Jaroschtschuk und Raik Hannemann aus der DDR, Szabó hatte im Ziel über eine Sekunde Rückstand auf Hannemann und lag nur knapp vor Patrick Kühl, dem zweiten Schwimmer aus der DDR.
Bei den olympischen Schwimmwettbewerben 1988 in Seoul wurde Szabó Vierter über 400 Meter Lagen. Tamás Darnyi gewann vor David Wharton aus den Vereinigten Staaten und dem Italiener Stefano Battistelli. Szabó schlug 0,14 Sekunden nach Battistelli an. Über 200 Meter Brust schwamm im Vorlauf der Brite Nick Gillingham die schnellste Zeit vor József Szabó. Im Finale lag der Ungar im Ziel 0,6 Sekunden vor Gillingham, eine Sekunde hinter Gillingham erhielt der Spanier Sergio López Miró die Bronzemedaille. Szabó startete auch über 200 Meter Lagen, schied aber bereits im Vorlauf aus.
1989 bei den Europameisterschaften in Bonn wurde Szabó Fünfter über 400 Meter Lagen. Über 200 Meter Brust gewann er die Bronzemedaille hinter Nick Gillingham und dem Iren Gary O’Toole. 1991 trat Szabó zum Abschluss seiner Karriere bei den Weltmeisterschaften in Perth an. Über 400 Meter Lagen belegte er den vierten Platz mit einer Sekunde Rückstand auf den drittplatzierten Stefano Battistelli. Über 200 Meter Brust schlug Szabó als Fünfter an.
József Szabó gewann 17 ungarische Meisterschaften. 1986 war er über 50, 100 und 200 Meter Brust erfolgreich, über 200 Meter Brust folgten 1987 und 1989 zwei weitere Titel. Hinzu kamen 12 Titel mit den Staffeln von Honvéd Budapest, dem unter dem Trainer Tamás Széchy dominierenden Verein in den 1980er Jahren. Nach seiner Karriere eröffnete Szabó eine eigene Schwimmschule in Budapest. Von 1993 bis 2000 war er Vizepräsident des ungarischen Schwimmverbandes.
2012 wurde József Szabó in die International Swimming Hall of Fame aufgenommen.